# 나카가와촌 (가나가와현 가마쿠라군)
나카가와촌(일본어: 中川村)은 1889년 4월 1일부터 1939년 4월 1일까지 존재했던 일본 가나가와현 가마쿠라군의 촌이다.

## 역사

### 연혁
- 1889년 4월 1일 - 정촌제 시행과 함께, 아쿠와촌, 오카즈촌, 가미야베촌, 나세촌, 아키바촌과 합병해 성립하였다.
- 1939년 4월 1일 - 요코하마시에 편입으로. 동일 나카가와촌은 폐지되었고. 같은 날에 설치된 도쓰카구의 일부가 되었다.구 아쿠와촌은 아쿠와초, 신바시초로 분할되었다.
- 1969년  10월 1일 - 요코하마시 도쓰카구로부터 구세타니촌의 전역과 구나카가와촌의 일부(아쿠와초)가 분구 해, 세야구를 설치하였고.구아쿠와촌은 세야구 아쿠와초, 도쓰카구 신바시초로 나누었다.
- 1986년 11월 3일 - 요코하마시 도쓰카구로부터 나카와다지소(공무원파출소)의 관할구역이 분구해 이즈미구가 설치되었다.

## 교통

### 철도
소테츠 본선 미쓰쿄역. 소테쓰 이즈미노선 료쿠엔토시역, 야요이다이역은 당시 미개업 상태였다. 

### 도로
요코하마 신도의 도쓰카 주차구역, 가미야베 인터체인지가 구촌 지역 내에 위치하지만, 당시에는 미개통 상태였다

## 참고 문헌
- 角川日本地名大辞典編纂委員会,『角川日本地名大辞典 神奈川県』1984, 角川書店